# Ferrara Open
Il Ferrara Open è stato un torneo di tennis facente parte del Grand Prix giocato nel 1983 a Ferrara in Italia su campi in sintetico indoor.

## Albo d'oro

### Singolare
| Anno | Vincitore       | Finalista   | Punteggio |
| ---- | --------------- | ----------- | --------- |
| 1983 | Thomas Högstedt | Butch Walts | 6–4, 6–4  |

### Doppio
| Anno | Vincitori                  | Finalisti                         | Punteggio     |
| ---- | -------------------------- | --------------------------------- | ------------- |
| 1983 | Bernard Mitton Butch Walts | Stanislav Birner Stefan Simonsson | 7–6, 0–6, 6–3 |